# Festa del Pi

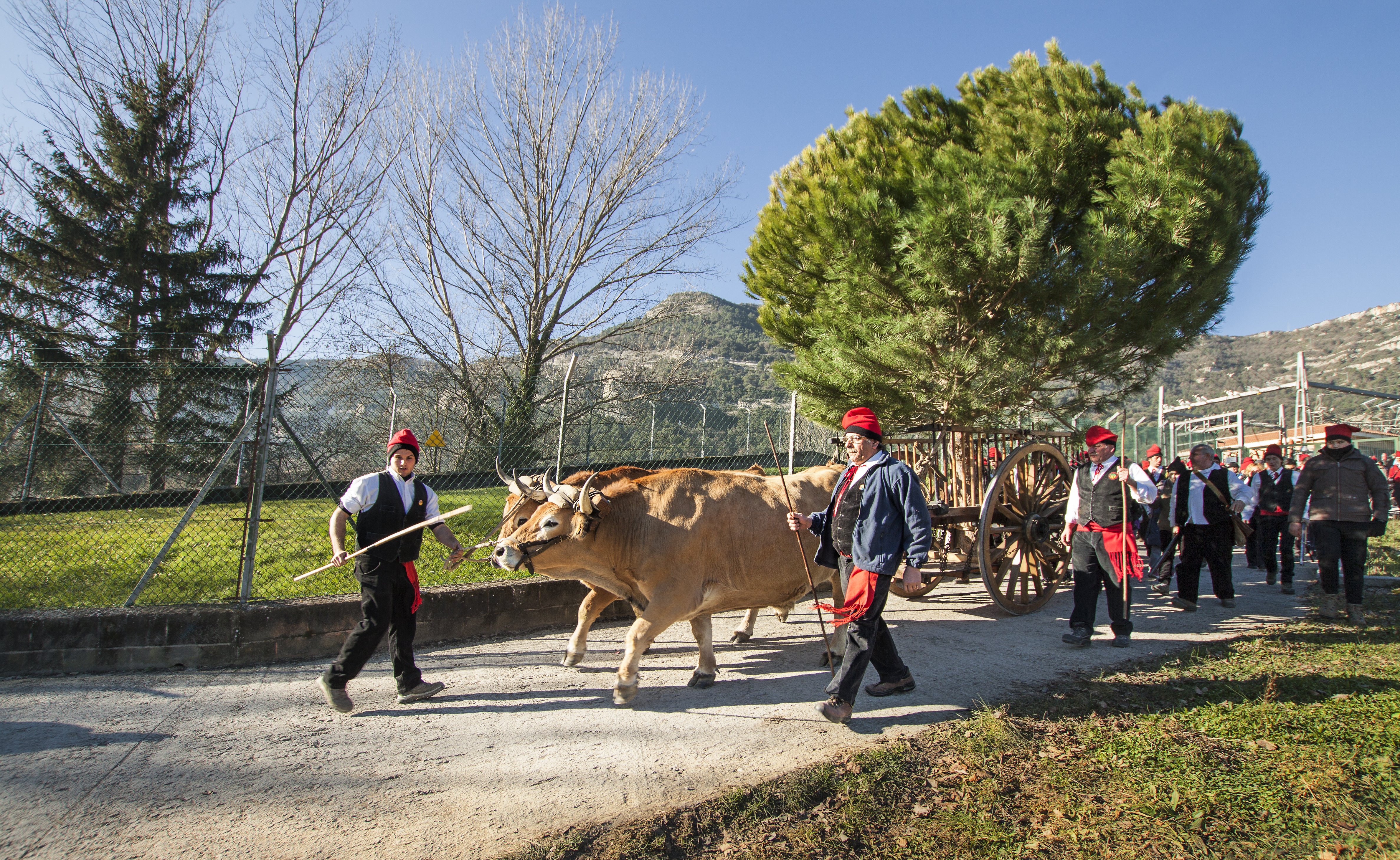
Trasllat del pi amb bous

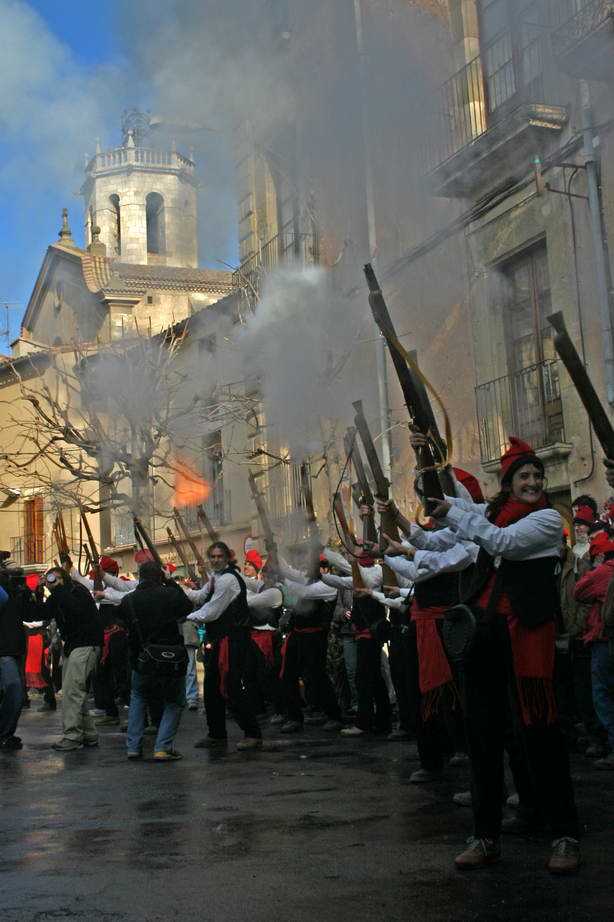
Galejadors a la plaça major de Centelles

La Festa del Pi és una festa anual celebrada a Centelles (Osona) cada 30 de desembre. Declarada Festa Tradicional d'Interès Nacional el 17 de novembre de 1987 i reclassificada com a Festa patrimonial d'interès nacional el 25 de maig de 2010. És una tradició documentada des de l'any 1751 i des de llavors lligada a la festivitat de Santa Coloma, patrona de Centelles.

## Origen de la festa
Sovint s'ha vist en aquesta celebració antigues reminiscències de culte als arbres i de rituals pagans de fecundació relacionats amb el solstici d'hivern i amb la regeneració de la natura. És per això que hi ha qui ha suposat que l'origen d'aquesta festa es remunta molt més enrere del que la documentació reflecteix.
La llegenda explica que Santa Coloma va ser cremada a un pi, és per això que cada any es fa honor a la patrona de la vila: es va al bosc a buscar un pi pinyer i se li ofereix.
Realment, tot i que la celebració de grans esdeveniments amb salves d’escopeteria ja es troba documentat a Centelles des de l’any 1620, precisament amb motiu de l’arribada de les relíquies de Santa Coloma, tal com recull Mn. Fortià Solà en la seva crònica de la festa l’any 1918 (també es recull que el 1786 ja apareix una festa pràcticament igual a la d’avui), l'origen de la tradició prové després de finalitzar la Guerra de Successió, quan Centelles, juntament amb altres poblacions botifleres com Cervera o Manlleu, conservaren el privilegi de tenir armes (Felip V les prohibí a la resta del Principat), concessió que els seus habitants exhibien públicament. El pi es feia servir com a diana per absorbir les escopetades i evitar accidents, per això es busca que sigui de copa espessa, i s'acabava portant a l'església de Santa Coloma, recentment construïda, com a agraïment a la patrona.

## Actes de la celebració
Els preparatius de la festa comencen el 26 de desembre, dia de Sant Esteve, quan un grup de galejadors (els quals el dia de la festa disparen salves de trabucs contínuament) surten a escollir el pi que protagonitzarà la celebració. Aquest ha d'ésser de tronc recte, brancada rodona i espessa. Un cop s'ha triat, és marcat per ésser tallat al cap de quatre dies. La vetlla de la festa, el 29 de desembre, al pla de terra de l'Ajuntament es reparteixen la pólvora i els pistons entre els galejadors.
El dia central de la celebració, però, és el 30 de desembre. La festa comença a les set del matí amb l'assistència a missa primera, a la sortida de la qual ja es deixen sentir els primers trets de les escopetes. Després, els galejadors, en comitiva, van al bosc per, després d'un bon esmorzar, tallar el pi a cops de destral. Abans que comenci a tombar-se, és lligat amb cordes perquè no caigui de cop i es faci malbé. Un cop tallat és pujat a força de braços al damunt del carro que el transporta, sempre dret, fins a la porta de l'església. Mentrestant, les escopetades van pujant de to.
Es fa una parada a la plaça del poble on l'esbart del pi de centelles balla el ball del pi per tot el poble.
Finalment, quan arriba al davant de l'església, el pi és baixat del carro i pujat per l'escala fins a l'entrada del temple, on se'l fa ballar als acords de la tonada Ara balla el pi. Acabada la ballada, el pi és entrat a l'interior de l'església a les 12 del migdia i se'l porta fins al presbiteri, on és lligat per la part inferior de tronc i penjat cap per avall sobre l'altar major amb cinc poms de pomes i neules lligats a la brancada. El pi és hissat fins a l'alçada de Santa Coloma mentre els galejadors entonen l'Himne de Centelles.
Finalment, el pi es despenja el dia de Reis, diada també festiva, en què el pi és baixat i les seves branques es convertiran en rams que, segons la tradició, són amulets de la bona sort, com també ho són les pomes, les quals diuen que guareixen el mal de coll. Cada centellenc i centellenca s'endurà una branca del pi a casa.

## Accident del 2019
A l'edició del 2019 es va produir un accident quan va esclatar la càrrega de pólvora d'un galejador mentre estava al campanar de l'església i, de retruc, van esclatar les cantimplores de pólvora d'altres galejadors que es trobaven a prop seu, anunciant l'entrada del pi al poble. Van resultar ferides diverses persones, algunes d'elles greus.

## Vegeu
- Atis (déu)